# Carlo Laurenzi

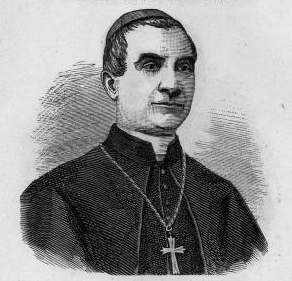
Carlo Kardinal Laurenzi (Zeichnung 1885)

Carlo Laurenzi (* 11. Januar 1821 in Perugia, Italien; † 2. November 1893 in Rom) war ein italienischer Kardinal.

## Leben

Kardinalswappen

Laurenzi empfing am 23. September 1843 die Priesterweihe, studierte darauf die Rechte und wurde 1846 Kanonikus an der Kathedrale von Perugia. Erzbischof Vincenzo Gioacchino Pecci (der spätere Papst Leo XIII.) ernannte ihn 1847 zu seinem Generalprovikar und 1851 zum Mitglied des theologischen Kollegiums. 1853 wurde er päpstlicher Kämmerer, 1857 Erzpriester und Haupt des Domkapitels und 1877 Weihbischof in Perugia sowie Titularbischof von Amathus in Palaestina und Verwalter der Erzdiözese Perugia. Die Bischofsweihe spendete ihm am 24. Juni 1877 sein Förderer Kardinal Pecci, der im Jahr darauf Papst wurde; Mitkonsekratoren waren Innocenzo Sannibale, Bischof von Gubbio, und Antonio Belli, Bischof von Terni. Leo XIII. berief Laurenzi 1878 nach Rom, ernannte ihn zum Uditore und verlieh ihm 1880 in pectore die Kardinalswürde. Seine Erhebung zum Kardinalpriester wurde erst im Konsistorium 1884 bekannt gemacht. Laurenzi bekam als Titelkirche Sant’Anastasia al Palatino zugewiesen. Er war zwischen März und Oktober 1889 Präfekt der Kongregation der Riten. 1889 war er auch Kämmerer des Heiligen Kardinalskollegiums.
Carlo Kardinal Laurenzi starb im November 1893 in Rom nach langer Krankheit und wurde auf dem Friedhof Campo Verano beigesetzt.